# Signosomopsis townsendi
Signosomopsis townsendi är en tvåvingeart som beskrevs av Charles Howard Curran 1929. Signosomopsis townsendi ingår i släktet Signosomopsis och familjen parasitflugor.
Artens utbredningsområde är Peru. Inga underarter finns listade i Catalogue of Life.